# Hans-Georg Beyer
Hans-Georg Beyer, född den 3 september 1956 i Eisenhüttenstadt, Tyskland, är en östtysk handbollsspelare.
Han tog OS-guld i herrarnas turnering i samband med de olympiska handbollstävlingarna 1980 i Moskva.